# كييتا ماسودا
كييتا ماسودا (باليابانية: 舛田圭太؛ بالكانا: ますだ けいた) هو لاعب كرة الريشة ياباني، ولد في 27 فبراير 1979 في اليابان.

## وصلات خارجية
- كييتا ماسودا على موقع BWF.tournamentsoftware.com (الإنجليزية)
- كييتا ماسودا على موقع BWFbadminton.com (الإنجليزية)
- كييتا ماسودا على موقع اللجنة الأولمبية الدولية (الإنجليزية)
- كييتا ماسودا على موقع أوليمبيديا (الإنجليزية)